# Васильево (Раменский район)
Васи́льево — деревня в Раменском муниципальном районе Московской области. Входит в состав сельского поселения Софьинское. Население — 28 чел. (2010).

## География
Деревня Васильево расположена в западной части Раменского района, примерно в 13 км к юго-западу от города Раменское. Высота над уровнем моря 140 м. Через деревню протекает река Велинка. К деревне приписана территория ТИЗ НПАП Прогресс РАН. Ближайший населённый пункт — село Петровское.

## История
В издании «Волости и важнейшие селения Европейской России» 1886 года указаны следующие сведения: Васильево, деревня бывшая владельческая, при речке Ольховке, дворов 77, жителей 529, бумажно-ткацкая фабрика.
В 1926 году деревня являлась центром Васильевского сельсовета Софьинской волости Бронницкого уезда Московской губернии.
С 1929 года — населённый пункт в составе Раменского района Московского округа Московской области.
До муниципальной реформы 2006 года деревня входила в состав Тимонинского сельского округа Раменского района.

## Население
| 1926 | 2002 | 2010 |
| ---- | ---- | ---- |
| 418  | ↘16  | ↗28  |

В 1926 году в деревне проживало 418 человек (183 мужчины, 235 женщин), насчитывалось 98 хозяйств, из которых 97 было крестьянских. По переписи 2002 года — 16 человек (5 мужчин, 11 женщин). По переписи 2010 года — 28 человек.

## Известные уроженцы
- Ефремов, Аркадий Иванович (1916—1989) — помощник командира взвода 1234-го стрелкового полка, старшина. Полный кавалер Ордена Славы.
- Жигулёнков, Борис Васильевич (1922—1944) — участник Великой Отечественной войны, гвардии старший лейтенант, Герой Советского Союза (1944).